# Synaphea petiolaris
Synaphea petiolaris är en tvåhjärtbladig växtart. Synaphea petiolaris ingår i släktet Synaphea och familjen Proteaceae.

## Underarter
Arten delas in i följande underarter:
- S. p. petiolaris
- S. p. simplex
- S. p. triloba